# 野洲川ダム
野洲川ダム（やすがわダム）は、滋賀県甲賀市、一級河川・淀川水系野洲川に建設されたダムである。
農林水産省近畿農政局が管理する農林水産省直轄ダムで、高さ52.7メートルの重力式コンクリートダム。水源の確保に悩まされてきた近江盆地南部へのかんがい用水供給を目的に戦前から計画され、太平洋戦争による中断を挟んで完成した農業用ダムである。ダムによって形成された人造湖は、特に名称が付けられていない。鈴鹿国定公園に指定されている。

## 国営野洲川農業水利事業
近江盆地は有数の穀倉地帯であるにも拘らず琵琶湖に流入する多くの河川は天井川の傾向が強く、このためしばしば水不足に陥り多くの地域で凄惨な水争いが頻発していた。野洲川は琵琶湖に流入する河川では最大規模であるが同様の状況が続き、本河川中流や石部狭窄部以下流へ安定した農業用水を供給することは流域農民の悲願でもあった。1939年（昭和14年）野洲川普通水利組合は滋賀県に対し野洲川流域の根本的な灌漑整備を求め、陳情した。この結果滋賀県は同年より現地点に農業用貯水ダムの建設を計画し、建設に入ったが1944年（昭和19年）、戦争の激化に伴い事業は中断を余儀なくされた。
戦後の混乱期、極めて厳しい食糧需給状況は餓死者を生む悲惨な状態であった。こうした切迫した状況を改善するため農林省（現・農林水産省近畿農政局）は全国4水系・流域において「国営農業水利事業」を発足させた。水系を一貫して開発し、系統的な農業用水整備を行うことで食糧増産を図るのが目的であり、農林省版「河川総合開発事業」とも言えるものである。1947年（昭和22年）より開始された事業の対象として大井川・九頭竜川・加古川水系そして野洲川が選定され、同年から「国営野洲川農業水利事業」が施工された。
この根幹施設として野洲川ダムは着目され、事業は滋賀県から農林省へ移管された。建設工事は再開され、1951年（昭和26年）完成し流域の悲願が実現した。

## ダム改修

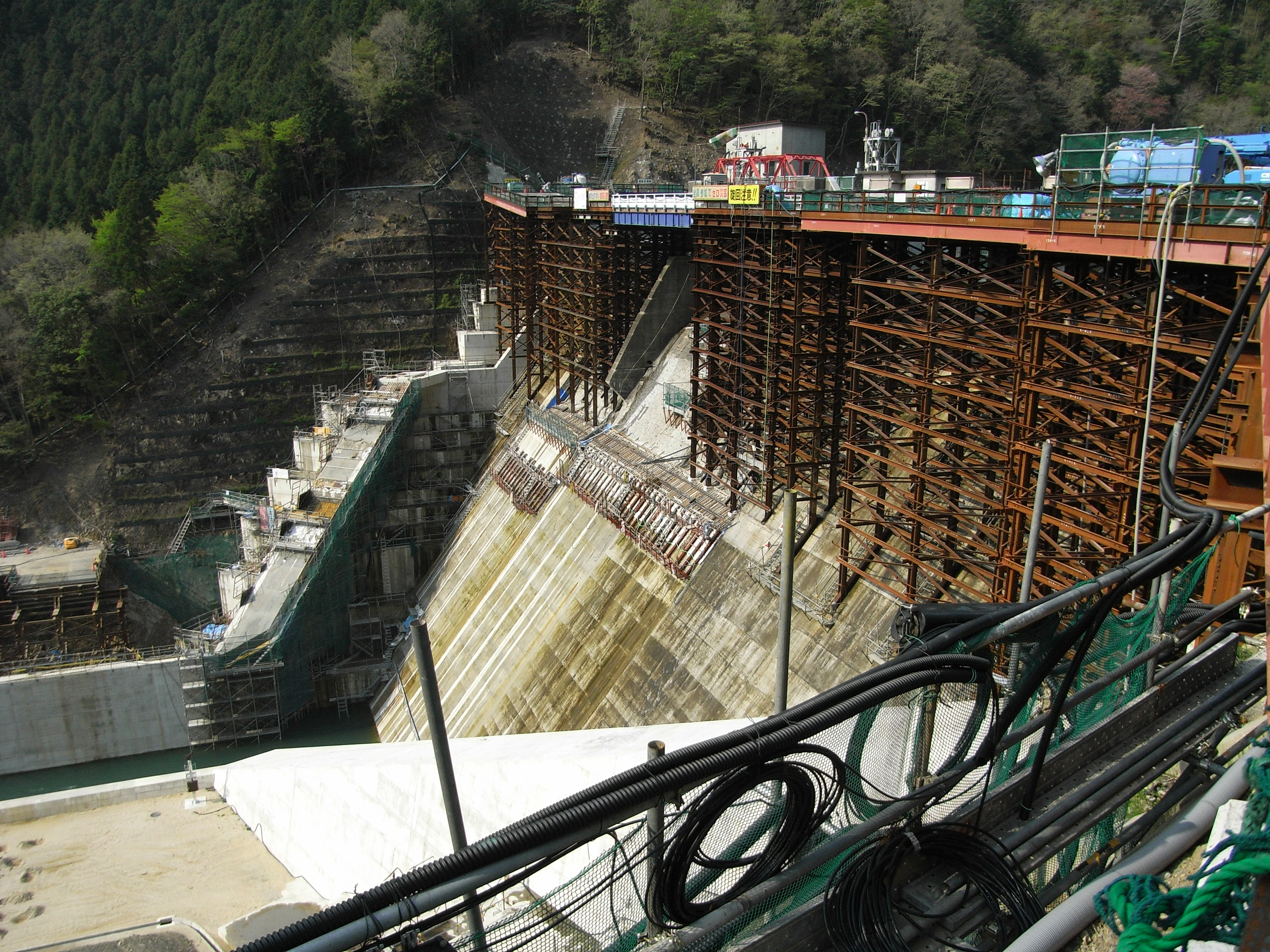
再開発中（2008年4月撮影）

型式は重力式コンクリートダム、ダムの高さは52.7mである。ダムの水は本川下流に1954年（昭和29年）建設された石部頭首工と翌1955年（昭和30年）に建設された水口頭首工より取水され、沿岸農地を潤している。「国営野洲川農業水利事業」は1955年に完了したが、その後施設改良を行うため1974年（昭和49年）より「国営造成土地改良施設整備制度」が施工され、ダム洪水吐などが改良されている。
野洲川は天井川であり水害の被害も頻発していたが、野洲川ダムは洪水調節機能を有していないため根本的な治水整備は遅れていた。滋賀県はダム下流の甲賀郡土山町青土地先に1987年（昭和62年）、補助多目的ダムである青土（おおづち）ダム（中央土質遮水壁型ロックフィルダム、43.5m）を建設し、野洲川流域の治水と甲賀市等への上水道、湖南工業地域への工業用水供給を図った。
一方野洲川ダムは建設より50年経過にあたり、設備の老朽化が進行していたため、近畿農政局による野洲川ダム改修事業が行われ、ダムの1.7m嵩上げ、洪水吐き改築による施設の機能を回復を行った（2009年完成）。この他従来は固定堰であった石部頭首工も改良され、可動堰として全面改築された。